# Orphnus mombasaensis
Orphnus mombasaensis är en skalbaggsart som beskrevs av Eugène Benderitter 1914.
Orphnus mombasaensis ingår i släktet Orphnus och familjen Orphnidae. Inga underarter finns listade i Catalogue of Life.